# Région Nord (Malawi)
Pour les articles homonymes, voir Région Nord.
La région Nord est une région du Malawi. Elle comprend également les îles Chizumulu et de Likoma, située dans les eaux territoriales du Mozambique.

## Subdivisions
Elle est subdivisée en six districts :
- Chitipa ;
- Karonga ;
- Likoma ;
- Mzimba ;
- Nkhata Bay ;
- Rumphi.